# 富山県薬剤師会
公益社団法人富山県薬剤師会（こうえきしゃだんほうじんとやまけんやくざいしかい、英: Toyama Pharmaceutical Association）は、富山県の薬剤師を会員とする公益法人。1890年に発足した東京薬剤師会富山支会を起源とする。

## 本部所在地
〒939-8057 富山県富山市堀27番地2

## 郡市薬剤師会
- 富山支部
- 高岡支部
- 氷見支部
- 魚津支部
- 中新川支部
- 全砺波支部
- 下新川支部
- 射水支部